# Karl Wagner (Politiker, 1838)
Karl Wagner (* 12. Dezember 1838 in Stans; † 12. Oktober 1916 ebenda) war ein Schweizer Politiker. Von 1873 bis 1879 gehörte er als Vertreter der Konservativen dem Regierungsrat des Kantons Nidwalden an.

## Leben
Karl Wagner wurde als Sohn des Regierungsrats Remigi Wagner und der Katharina Zimmermann geboren. Nach der Schule zog es ihn zum Militär. Er brachte es bis zum Rang eines Hauptmanns. Wagner war Militärinstruktor und Zeughausverwalter von Stans und nahm an der Grenzbesetzung wegen des Deutsch-Französischen Kriegs teil. Karl Wagner wurde Kreiskommandant in Luzern und verlegte seinen Wohnsitz daher von Stans nach Luzern. Im Jahr 1901 kehrte er nach Stans zurück und wohnte dort bis zu seinem Tod im Jahr 1916.
Karl Wagner begann seine politische Karriere auf Gemeindeebene 1868. Er wurde 1868 Präsident des Armenrats von Stans, Waisenvogt von Dallenwil, bis 1877 Kirchenrat der Kirchgemeinde Stans, Mitglied des Vermittlungsgerichts von Stans und bis 1877 Gemeinderat von Stans. 1874 trat er als Präsident des Armenrats ab, blieb aber Mitglied des Rats. Nach seiner Rückkehr nach Nidwalden im Jahr 1901 wurde er Friedensrichter von Stans.
Auf kantonaler Ebene begann seine politische Laufbahn 1868 als Ratsherr im Landrat und als Ersatzmitglied des Polizeigerichts.  An der Landsgemeinde 1873 wurde Wagner vom Volk in den Regierungsrat gewählt, in dem er im Amt des Landeshauptmanns bis 1879 blieb. Zudem war Wagner Präsident der Militärkommission sowie Mitglied der Finanzkommission und der Anschlagskommission. Im Jahr 1877 wurde er Proviantschätzer des Kantons Nidwalden.
Karl Wagner heiratete am 10. Januar 1880 in Luzern Rosa  Barmettler. Nach dem Tod seiner Gattin vermählte er sich mit der Gersauerin Verena Küttel. Beide Ehen blieben kinderlos. Eine dritte Ehe ging er am 23. Januar 1892 in Luzern mit Christina Waser ein. Aus dieser Ehe stammen fünf Kinder (drei Töchter und zwei Söhne). 

## Quelle
- Neues Stammbuch. Band II, Wagner, (Seite 13).